# Ronna Romney McDaniel
Ronna Romney McDaniel (Austin, 20 maart 1973) is een Amerikaans politicus. Van januari 2017 tot maart 2018 was zij de voorzitter van het Republikeins Nationaal Comité (RNC) dat de Republikeinse Partij leidt.
In de periode dat McDaniel voorzitter was van de RNC verloor de partij acht gouverneursverkiezingen, vier zetels in de Amerikaanse Senaat, twintig zetels in het Huis van Afgevaardigden en de presidentsverkiezing van 2020.
McDaniel is een kleindochter van politicus en ondernemer George W. Romney en een nicht van de Republikeinse senator en voormalig presidentskandidaat Mitt Romney. In haar periode als RNC-voorzitter stond McDaniel bekend als een fervent voorstander van voormalig president Donald Trump.
Na de winst van Joe Biden in de presidentsverkiezing van 2020 claimden McDaniel en de RNC dat er sprake zou zijn geweest van verkiezingsfraude. In 2022 initieerde McDaniel een motie van afkeuring tegen de republikeinen Liz Cheney en Adam Kinziger, die beiden als leden van het Huis van Afgevaardigden lid waren van de onderzoekscommissie naar de bestorming van het Amerikaanse Capitool van 6 januari 2021. In de motie werden de rellende Trump aanhangers omschreven als hadden zij deelgenomen aan “legitiem politiek discours’. In haar vierde zitting presenteerde de onderzoekscommissie een fragment uit het verhoor van McDaniel, waarin zij openbaarde dat ze met de RNC op verzoek van Donald Trump en John Eastman had geholpen om het foutieve beeld over verkiezingsfraude verder op te stoken.
Op 24 februari 2024 kondigde McDaniel aan af te treden als RNC voorzitter. Zij werd opgevolgd door Michael Whatley.
- Gemeinsame Normdatei: 1206003332
- Library of Congress Control Number: no2014163727
- Virtual International Authority File: 313291235
- WorldCat: E39PBJfCv6tC7Kpfx86rDdChHC